# Борис Надеждин
Борис Борисович Надеждин (рус. Борис Борисович Надеждин; Ташкент, 26. април 1963) руски је политичар. Био је у Државној думи од 1999. до 2003, као и општински одборник у Москви. Сматран је блиским савезником убијеног опозиционог политичара Бориса Њемцова.
У новембру 2023. најавио је своју кандидатуру на председничким изборима у Русији 2024.